# Mônaco nos Jogos Olímpicos de Verão de 1976
Mônaco competiu nos Jogos Olímpicos de Verão de 1976 em Montreal, Canadá.